# Jhosimar Prado
Diego Jhosimar Prado Tupa (La Paz; 29 de junio de 1986) es un futbolista boliviano. Juega de centrocampista.

## Clubes
| Club                   | País    | Año         | PJ | Goles |
| ---------------------- | ------- | ----------- | -- | ----- |
| San José               | Bolivia | 2005 - 2009 | 21 | 1     |
| Nacional Potosí        | Bolivia | 2010 - 2012 | 31 | 0     |
| Universitario de Sucre | Bolivia | 2012        | 7  | 0     |
| Oruro Royal            | Bolivia | 2013        |    |       |
| San José               | Bolivia | 2013 - 2017 | 76 | 0     |
| San Isidro             | Bolivia | 2018 - 2019 |    |       |

## Palmarés

### Títulos regionales
| Título          | Club       | País    | Año  |
| --------------- | ---------- | ------- | ---- |
| Primera B (AFO) | San Isidro | Bolivia | 2018 |

### Títulos nacionales
| Título           | Club     | País    | Año           |
| ---------------- | -------- | ------- | ------------- |
| Primera División | San José | Bolivia | Clausura 2007 |